# .ls
.ls는 레소토의 인터넷 국가 코드 최상위 도메인이다.

## 2차 도메인
- .ac.ls: 학술 또는 교육 기관
- .co.ls: 상업 법인, 회사
- .gov.ls: 정부 부서; 과학기술정보통신부를 통해서만 등록할 수 있다.
- .net.ls: 네트워크 인프라
- .nul.ls: National University of Lesotho: 해당 대학교에서만 사용되며 해당 대학교에서만 등록할 수 있다.
- .org.ls: 비상업적 법인
- .sc.ls: 초등학교 및 고등학교